# 神経精神分析

フロイトの魂（Soul）のモデルにおける三つの機関と、神経学の知見の組み合わせ

神経精神分析（しんけいせいしんぶんせき、Neuropsychoanalysis）は、精神分析と現代神経科学の統合を表わす用語である。
これは、生得的な欲求、知覚的意識、刷り込み（イド、自我、超自我）といった現象が、「空間的な広がりと複数の部分の構成」を持つとされ、その「場所は脳（神経系）」にあるとされている精神装置の中で起こるというジークムント・フロイトの洞察に基づいている。南アフリカの精神分析医で神経心理学者でもあるマーク・ソルムズによって造語されたと言われている。ソルムズは2000年の7月にはInternational Neuropsychoanalysis Society、国際神経精神分析学会を設立し共同議長となっている。
神経精神分析は、技術の進歩により生きた脳内のニューロンの生体電気活動を観察することが可能になった後、学際的な研究分野として登場した。これにより、例えば、食欲がニューロン的に現れ始める場所、自我の意識的思考の最高性能が集中する脳の領域（前頭葉を参照）、および大脳辺縁系の一部が自我自体によって部分的に開始された経験を恒久的に保存（刷り込み、「学習」）できる場所を区別することが可能になった。経験が脳の構造に検索可能な方法で保存されるという事実は、フロイトが1895年にこの刷り込みプロセスを「出来事の後の永続的な変化」と表現した際に既にそうではないかと疑われていた。この仮定は基本的に、生誕時の生物の記憶はタブラ・ラサ（そこに「経験」がすぐに多かれ少なかれ深く刻まれる）であるという古い哲学的な命題を定式化し、超自我の主要な機能を特徴づけるものである。
神経精神分析の結果は、フロイトの魂の三つの機関のモデルを確認している（メタ心理学におけるその技術的な精緻化を参照）。今日の神経学の技術的な可能性から生じる精神分析のこの利点にもかかわらず、多くの精神分析家は懸念を表明している。脳の解剖学的構造に関する知識は、精神分析療法における対人対話や自由連想に取って代わることはできない。脳内の三つの機関の有機的に正確な局在化は、夢の理解には何の貢献もしない。それは、イドの様々な生得的な欲求の本能的な行動や、フロイトが霊長類研究の欠如を嘆いた際に述べたように、原初のホモ・サピエンスの自然な社会的相互作用に光を当てるものでもない。我々の遺伝的に最も近い親戚の社会構造に関する知見がなければ、彼のダーウィンの原初の群れの仮説（トーテムとタブーで議論のために提示された）は検証できず、可能であれば、根拠のあるモデルに置き換えることができない。現代科学のこの欠陥のために、フロイトは彼のメタ心理学を未完成のトルソーの状態にせざるを得ず、モーセという男の中で再び霊長類研究の将来の発展を呼びかけた。
これとは別に、神経精神分析的アプローチの他の批評家は、臨床精神分析のセッションで検討される感情的に表現された欲求や個人的に経験されたトラウマの主観的な色合いを指摘し、これが生体電気脳活動のスキャンの知見の客観的な性質と完全に調和することはできないと主張する。
神経精神分析の支持者は、ジークムント・フロイト自身が精神分析を発展させる前はかつて神経解剖学者であったことを指摘し、この分野の研究が心の精神力動的な活動が脳のニューロン活動と不可分に結びついていることを最終的に証明したとさらに主張することでこの批判に反論する。実際、現代技術の画像化能力の進歩により、睡眠中に経験した夢の脳のニューロン活動を研究することが可能になり、例えば、そのメッセージは精神分析のツールを使用して解読される。したがって、支持者は、両方の領域からの知見を通じてより良い全体的な理解と全体的な治療法を可能にするために、現在の研究が精神的現象の主観的な内容とニューロンネットワークの客観的に与えられた構造の両方を捉える能力を指摘する。したがって、神経精神分析は、科学的というよりは人文的と見なされることが多い精神分析を、それが得た豊富な知識に貢献する共通の傘の下に置くことを目指している。

## 理論的基盤

### 双面一元論
神経精神分析は、神経科学と精神分析の結婚と表現するのが最適である。さらに、神経精神分析は、古典的な神経学における主観的な心の排除を是正しようと試みている。
私たちの知覚の主観的なもの（subjective）は、意識そのもの、すなわち感覚、思考、感情で構成されており、客観的に（objectively）与えられた脳の神経生物学的構造を特徴づける細胞物質の対立物として記述することができる。この二元的な状況とは対照的に、フロイトはしばしば心の現代科学、すなわち精神（mind,psyche)の先駆的な創始者と見なされており、その研究はそれにもかかわらずダーウィンの種の起源や人間の脳のニューロンネットワークのような明確に物理的な現象の基盤に根ざしたままであった。したがって、精神分析が心と物質を分割することを目指しているというのは問題ではない。また、フロイトが最初ではなく、デカルトが両方が2種類の「もの」であるという結論に達した。一方では思考する「もの」であるレス・コギタンス(res cogitans）、もう一方では延長された物質レス・エクステンサ（res extensa）である。したがって、彼は心の二元論、すなわち「心身二元論」を発明した。身体は一種のものであり、心（または精神）は別の種類の「もの」である。しかし、この第二の種類の「もの」は科学的な探求には適していないため、今日の心理学者や神経科学者の多くは明らかにデカルトの二元論を拒絶している。
フロイト自身はこの点に関して無知ではなく、むしろ彼は私たちの意識的な思考の二重性に深く入り込んだ。彼は本質的に生きている魂について二つのことが知られていると書いた。神経系を持つ脳と意識の行為である。意識は直接与えられており、それ以上の記述によって探求することはできない。フロイトの意見では、私たちの生きた脳のような生物学的現象の知見が「私たちの知識の両端」の間に統合できるという事実は、意識の行為の「局在化」に貢献するだけであり、その理解には貢献しない。（この過激な見方は、ロジャー・ペンローズの現在の理論と一致しており、それによれば「原意識（proto-consciousness）」は細胞の微小管に現れるが、何らかの形で「計算可能」なものを表すことはできない。その焦点における意識は「理解」であり、例えばアルゴリズムを作成するが、それ自体はアルゴリズムを表さない。それはコンピューターではない。ペンローズの理論は、原意識を量子物理学と結びつけ、両方を宇宙的および生物学的物質がホモ・サピエンスなどに進化するエネルギー的特異点に固定しようと試みている。）したがって、フロイトにとっての魂（またはイド）は、細胞がその細胞小器官から構成されている、または顕微鏡がそのレンズから構成されているのと同様に、二つの補完的な作業機関から構成される精神装置の「機能」である。プラトンがエロスに割り当てた普遍的な欲望に直接関連したリビード（Libido）の貯蔵庫に固定されて、フロイトは彼の心理学の一元論的瞬間をこの衝動エネルギーに見いだし、それはイドから二つの主要な領域に分岐する。行為への「身体的」衝動と知ることへの「精神的」衝動である。このようにして、彼は心身二元論を考慮し、それをライダーと彼の馬の寓話でさらに説明している。人間は、彼がそれを生かし、種を健康に保ちたいのであれば、彼の動物の優れたエネルギーを抑制し、指示し、その衝動を満たすことを可能にしなければならない。したがって、自我は「イドの意志をまるで自分自身のもののように実行する習慣」を持っている。
神経精神分析は、パースペクティヴィズムとも呼ばれる双面一元論を採用することによってこの視点に応答する。つまり、私たちの魂は、そのリビドー的エネルギーから一元論的である。私たちは生き物として、物質（細胞、その器官への超構造化、「個々の」生き物、本能的に社会的なグループ）と、その中で活動する精神から構成されている。そのため、私たちは二つの見かけ上反対の視点から現象を認識する:56–58。

### 基盤としての精神分析
おそらくフロイト自身が神経学者としてキャリアをスタートさせたため、精神分析は神経科学の分野にその科学的仮説の多くが基づくプラットフォームを与えてきた。多くの人が革新性と人気が低下していると見なすものに苦しんでいる精神分析の分野では、新しいアプローチとより科学的な方法論への呼びかけが長い間待たれていた。したがって、神経精神分析の歴史は、なぜ一部の人がそれを精神分析が必要としていた進化の論理的な結論であり代表的なものであると考えるのかをある程度説明している。心自体は純粋に存在論的なものと見なされているため、現実に対する私たちの認識は脳の神経生物学的機能に依存しており、それを使って「主観的に」、内側から、私たちがどのように感じ、何を考えているかを観察することができる。フロイトはこの種の観察を自由連想に洗練した。彼は、これが単純な内省では明らかにならない複雑な精神機能を認識するための最良の技術であると主張した。精神分析を通じて、私たちは心の無意識の機能を明らかにすることができる。

### 基盤としての神経科学
神経精神分析の本質的な性質のため、この急成長している分野で働く人々は、多くの著名な神経科学者から有用な洞察を引き出すことができ、実際、これらの多くは現在、雑誌「神経精神分析」の編集委員会に名を連ねている。神経精神分析の発展に貢献したより注目すべき名前には以下が含まれる。
- アントニオ・ダマシオ
- エリック・カンデル
- ジョセフ・ルドゥー
- ヘレン・メイバーグ
- ヤーック・パンクセップ
- V・S・ラマチャンドラン
- オリバー・サックス
- マーク・ソルムズ

神経科学者は、しばしば精神分析者と同じ脳の認知機能を研究し、死後の解剖、特定の治癒効果を生み出すために行われる小さな病変、または脳画像化の視覚的で客観的な補助などの定量的な方法で行う。これらすべてにより、研究者は神経化学的経路を追跡し、脳の物理的機能のより正確な理解を構築することができる。神経科学の別の分野もまた、神経学的検査によって「心」を外側から観察する。これはしばしば、アンケート、ボストン命名テストまたはウィスコンシンカードソーティングテスト、二等分線を作成する、ドライバーなどの日常業務をどのように実行するかを演じるなどの物理的なテストの形で行われ、これらはほんの一例である。神経科医は、神経学的検査が示す心理的機能の変化を、死後または現代の画像化技術によって、脳の関連する変化と比較することができる。神経科学の多くは、脳内の意識的および無意識的な行動の背後にある認知的および生物学的機能を分解し、解明することを目的としている。この点で、それは精神分析と何ら変わりはなく、精神分析は創設以来同様の目標を持っていた。したがって、神経科学が精神分析に提供できる追加の洞察を無視することは、全体としての精神分析を強化するだけであろう膨大な知識源を制限することになる。

## 病理モデル

### うつ病
ハインツ・ベーカーとライナー・クレヘンマンは、自己と他者の関係の調節不全としてのうつ病のモデルを提案した。この精神力動モデルは、脳のデフォルトモードネットワーク（DMN）と実行ネットワーク（EN）の神経生物学的モデルに関連しており、実験的にDMNがうつ病患者でより活発であるように見えることに注目している。うつ病患者で実験的により一般的である反芻(rumination)という心理的構成概念は、自己の認知処理、したがってDMNの活性化と同等と見なされる。同様に、実験的に測定可能な属性バイアスの構成概念は、この「自己の認知処理」に関連していると見なされる。うつ病に対する精神力動療法の形態は、脳のいくつかの領域の活性化に影響を与えることが示されている。

## 歴史
学問分野としての神経精神分析は、ジークムント・フロイトの原稿「科学的心理学のためのプロジェクト」まで遡ることができる。1895年に書かれたが、死後に出版されただけで、フロイトはこの作品で記憶の保存の神経生物学的機能に関する彼の理論を発展させた。記憶は「出来事の後の永続的な変化」によって脳に生物学的に保存されるという彼の理論に基づく彼の声明は、約100年後、これらの理論を裏付けるであろう経験的発見に対する先見の明のある洞察を持っていた。フロイトは、精神力動学と神経生物学は最終的に一つの研究分野として再統合されると推測した。最終的に時間が彼がある程度正しいことを証明する一方で、20世紀後半はこの方向への非常に漸進的な動きしか見られず、この考え方を支持する個人はごくわずかであった。
20世紀を通して神経科学における著しい進歩は、脳の機能のより明確な理解を生み出し、それは私たちが心を見る方法を大幅に向上させている。これは1930年代に脳波計の発明によって始まり、これまでにない脳の画像化が可能になった。10年後、動的局在化、または病変法の使用により、脳内のシステムの相互作用がさらに明らかになった。コンピューター断層撮影法は、脳内の相互作用のさらに深い理解につながり、最終的に1990年代の複数のスキャン技術、fMRI、PET、SPECTの発明により、研究者は神経生物学的プロセスの経験的証拠を得ることができた。
世紀の変わり目直前の1999年に、「神経精神分析」という用語が同じ名前の新しい雑誌で使用された。この用語はかつて、二つの研究分野の結合がそれらが完全に統合されたことを示唆するのではなく、むしろこの新しい科学的探求の道筋が学際的であることを示唆するためにハイフンで結ばれていた。繰り返し使用されるにつれて、ハイフンは失われ、今日私たちが見るような名前になっている。

## 研究方向
神経精神分析は、精神分析または実験心理学の技術を通じて発見された無意識（そして時には意識的）機能を、根底にある脳プロセスに関連付ける。最近の研究で探求されているアイデアの中には、次のようなものがある。
- 「意識」は、大脳辺縁系に基づく感情的および無意識の思考と比較して限られている（5～9ビットの情報）[21]。注：脚注で参考文献として示されているソルムズの著書にはそのような情報は記載されていない。短期記憶の容量と混同されている可能性がある。
- 二次的プロセス、現実志向の思考は、前頭葉の実行制御システムとして理解できる[21]。
- 夢、作話、およびその他の一次的プロセス思考の表現は、中皮質および中辺縁系の報酬系の前頭葉の実行制御の喪失の有意義で願望充足的な兆候である[21][26]。
- フロイトの「リビード」は、ドーパミン駆動の報酬系に対応する[27]:144。
- 衝動は、橋領域、特に中心灰白質に固定され、皮質に投影される一連の基本的な感情（行動へのプロンプト）として理解できる。遊び、探求、ケア、恐怖、怒り、悲しみ。探求は常に活発である。他の感情は適切な完了を求める（フロイトの「動的」無意識に対応する）[27]。
- 見かけ上合理的で意識的な決定は、無意識の感情によって大脳辺縁系から駆動される[28]。
- 幼児期健忘症（人生の最初の数年の記憶がないこと）は、言語的な左半球が非言語的な右半球の後、生後2年目または3年目に後で活性化されるために発生する。しかし、幼児は手続き記憶と感情的記憶を持つことができ、実際に持っている[29][30]。
- 幼児の1年目の愛着の経験と約2年目の不承認の経験は、感情を調節し、成人の人格に深く影響を与える経路を築く[29]。
- エディプス的行動（霊長類で観察可能）は、環境内の重要人物との関係で、性欲システム（テストステロン駆動）、ロマンチックな愛（ドーパミン駆動）、愛着（オキシトシン駆動）を統合しようとする努力として理解できる[31]。
- 性差は、フロイトが信じていたよりも生物学的に根拠があり、環境的に駆動されるものは少ない[27]:225–260。

## 関連ページ
- Clinical neuroscience
- List of psychology disciplines
- Psychoanalysis#Criticism §

## 参照
1. ↑  Sigmund Freud: Abriß der Psychoanalyse. (1938), p. 6
2. ↑  Mitchell, Natasha. “Freud on the couch in a brain scanner! (Sept 30, 2011)”.   ABC Radio National. 2013年9月21日時点のオリジナルよりアーカイブ。2013年9月20日閲覧。
3. ↑  “[url=https://npsa-association.org/who-we-are/the-international-neuropsychoanalysis-society/ Who We Are]”.   The International Neuropsychoanalysis Society. 2024年11月26日閲覧。
4. 1 2 3 4 5  Solms, Mark; Turnbull, Oliver H. (January 2011). “What Is Neuropsychoanalysis?”. Neuropsychoanalysis 13 (2):  133–145. doi:10.1080/15294145.2011.10773670. ISSN 1529-4145.
5. 1 2 3  Centonze, Diego; Siracusano, Alberto; Calabresi, Paolo; Bernardi, Giorgio (November 2004). “The Project for a Scientific Psychology (1895): a Freudian anticipation of LTP-memory connection theory”. Brain Research Reviews 46 (3):  310–314. doi:10.1016/j.brainresrev.2004.07.006. ISSN 0165-0173. PMID 15571772.
6. ↑  Lacan, Jaques (1953). Freuds technische Schriften. Seminar of Jacques Lacan
7. ↑  Freud, Sigmund. Das Unbewußte. In: Zeitschrift für Psychoanalyse, 1915, Band III.
8. ↑  Freud, Sigmund. Sigmund Freud: Der Mann Moses und die monotheistische Religion. pp. 180 (Kapitel 3, Abschnitt C)
9. ↑  Blass, Rachel B.; Carmeli, Zvi (February 2007). “The case against neuropsychoanalysis: On fallacies underlying psychoanalysis' latest scientific trend and its negative impact on psychoanalytic discourse”. The International Journal of Psychoanalysis 88 (1):  19–40. doi:10.1516/6nca-a4ma-mfq7-0jtj. ISSN 0020-7578. PMID 17244565.
10. ↑  Northoff, Georg (June 2011), “Narcissism, Self-Objects, and the Brain”, Neuropsychoanalysis in practice (Oxford University Press):  pp. 163–185, doi:10.1093/med/9780199599691.003.0008, ISBN 978-0-19-959969-1
11. 1 2 3 4  Yovell, Yoram; Solms, Mark; Fotopoulou, Aikaterini (December 2015). “The case for neuropsychoanalysis: Why a dialogue with neuroscience is necessary but not sufficient for psychoanalysis”. The International Journal of Psychoanalysis 96 (6):  1515–1553. doi:10.1111/1745-8315.12332. ISSN 0020-7578. PMID 26227821.
12. ↑  Radner, Daisie (1971). “Descartes' Notion of the Union of Mind and Body”. Journal of the History of Philosophy 9 (2):  159–170. doi:10.1353/hph.2008.1109. ISSN 1538-4586.
13. ↑  Lowe, E. J. (2009), Dualism (Property Dualism, Substance dualism), Berlin, Heidelberg: Springer Berlin Heidelberg, pp. 1018–1021, doi:10.1007/978-3-540-29678-2_1629, ISBN 978-3-540-23735-8
14. ↑  Freud, Sigmund (1940). Abriß der Psychoanalyse, Gesammelte Werke. pp. 63−138,  here S. 67
15. ↑  “What is Consciousness? Part 1”. Into the impossible. Template:Cite webの呼び出しエラー：引数 accessdate は必須です。
16. ↑  “Roger Penrose's Mind-Bending Theory of Reality”. Variable Minds. Template:Cite webの呼び出しエラー：引数 accessdate は必須です。
17. ↑  Sigmund Freud: Abriss der Psychoanalyse. In: Gesammelte Werke, Bd. 17, 5. Auflage, 1972, S. 63–138, hier: 67–69.
18. ↑  Freud, Sigmund. Massenpsychologie und Ich-Analyse. pp. 99
19. ↑  Platon. Symposion
20. ↑  Freud, Sigmund (1978). The Standard Edition of the Complete Psychological Works of Sigmund Freud. Volume XIX (1923–26) The Ego and the Id and Other Works. Strachey, James., Freud, Anna, 1895–1982, Rothgeb, Carrie Lee, Richards, Angela., Scientific Literature Corporation.. London: Hogarth Press. pp. 19. ISBN 0701200677. OCLC 965512
21. 1 2 3 4  Mark Solms; Oliver Turnbull (2002). The brain and the inner world: an introduction to the neuroscience of subjective experience. Other Press, LLC. ISBN 978-1-59051-017-9 2011年6月19日閲覧。
22. 1 2  “Index”. Contemporary Psychoanalysis 8 (2):  291–294. (April 1972). doi:10.1080/00107530.1972.10745246. ISSN 0010-7530.
23. ↑  Jefferies, K.; Owino, A.; Rickards, H.; Agrawal, N. (2006-10-03). “Psychiatric disorders in inpatients on a neurology ward: estimate of prevalence and usefulness of screening questionnaires”. Journal of Neurology, Neurosurgery & Psychiatry 78 (4):  414–416. doi:10.1136/jnnp.2006.103044. ISSN 0022-3050. PMC 2077768. PMID 17056626.
24. ↑  Boeker, Heinz; Kraehenmann, Rainer (2018). “Neuropsychodynamic Approach to Depression: Integrating Resting State Dysfunctions of the Brain and Disturbed Self-Related Processes” (英語). Frontiers in Human Neuroscience 12:  247. doi:10.3389/fnhum.2018.00247. ISSN 1662-5161. PMC 6030717. PMID 29997487.
25. ↑  Fotopoulou, Aikaterini (May 2012), “The history and progress of neuropsychoanalysis”, From the Couch to the Lab (Oxford University Press):  pp. 12–24, doi:10.1093/med/9780199600526.003.0002, ISBN 978-0-19-960052-6
26. ↑  Karen Kaplan-Solms; Mark Solms (2001-11-17). Clinical Studies in Neuro-Psychoanalysis. Other Press, LLC. ISBN 978-1-59051-026-1 2011年6月19日閲覧。
27. 1 2 3  Jaak Panksepp (15 September 2004). Affective neuroscience: the foundations of human and animal emotions. Oxford University Press US. ISBN 978-0-19-517805-0 2011年6月19日閲覧。
28. ↑  Westen, Drew; Blagov, Pavel; Harenski, Keith; Kilts, Clint; Hamann, Stephan (2006). “Neural Bases of Motivated Reasoning: An fMRI Study of Emotional Constraints on Partisan Political Judgment in the 2004 U.S. Presidential Election”. Journal of Cognitive Neuroscience 18 (11):  1947–1958. doi:10.1162/jocn.2006.18.11.1947. PMID 17069484 2011年6月19日閲覧。.
29. 1 2  Schore, Allan (1999). Affect Regulation and the Origin of the Self: The Neurobiology of Emotional Development. Psychology Press. ISBN 978-0-8058-3459-8 2011年6月19日閲覧。
30. ↑  Schore, Allan (2001). “The effects of a secure attachment relationship on right brain development, affect regulation, and infant mental health”. Infant Mental Health Journal 22 (1–2):  7–66. doi:10.1002/1097-0355(200101/04)22:1<7::AID-IMHJ2>3.0.CO;2-N 2011年6月19日閲覧。.
31. ↑  Fisher, Helen (2004). Why we love: the nature and chemistry of romantic love. Macmillan. ISBN 978-0-8050-6913-6 2011年6月19日閲覧。